# SCANDAL (荻野目洋子のアルバム)
『SCANDAL』（スキャンダル）は、1994年12月16日に発売された荻野目洋子の16作目のオリジナル・アルバム。発売元はビクターエンタテインメント。規格品番: VICL-583。

## 背景
プロデューサーおよびアレンジャーに、ニューヨークを拠点に活躍していたミュージシャンのロッド・アントゥーンを迎え、荻野目自ら4曲の作詞を担当するほか、石川優子が多くの作詞と全曲の作曲に携わり、ほかジョーイ・レヴィンを加えた4人によって楽曲制作されたアルバムである。ちなみにロッド・アントゥーンは当時、荻野目の事務所の仕事をいくつか担当しており、ツアーにも同行していた。
荻野目は当時ヨーロッパが好きで毎年旅行に出掛けており、アルバム『流行歌手』制作の際に知り合ったロンドン在住のスタイリストを頼ってゆっくりと滞在し、息抜きしていたという。ジャケットの写真もすべてロンドンで撮られたもので、洋服は現地で調達し、電車やタクシーを利用してとても楽しかった記憶があると回顧している。撮影は舞山秀一が担当した。
前月にリリースされたシングル「恋のハレルヤ」から、表題曲は未収録となったが、カップリング曲「Sha-La-La」が収録された。「Sha-La-La」は明治生命のオリジナル・ビデオ「神様のい・う・と・お・り」（非売品）の主題歌に採用され、「二人だけの Harmony」「Don't forget Maria」は挿入歌として使用された。ビデオの監督は井筒和幸が担当した。

## 再発盤
2010年5月26日に、デビュー25周年・リイシュー企画『SCANDAL+6』が発売された。デジタルリマスター、紙ジャケット、SHM-CD規格、ボーナス・トラック6曲（「恋のハレルヤ」「幸福への時間」「IF YOU LOVE ME NOW 〜愛しさにさらわれて〜」「明日は晴れる!」「HEARTBREAKER」「星のスケート」）が収録されている。

## 収録曲

### CD
| 全編曲: Rod Antoon。 |                                              |            |                       |      |
| #                    | タイトル                                     | 作詞       | 作曲                  | 時間 |
| 1.                   | 「Sha-La-La」                                | 荻野目洋子 | 石川優子              | 3:46 |
| 2.                   | 「恋は Peacock Paradise」                    | 石川優子   | 石川優子              | 4:33 |
| 3.                   | 「くちびる重ねても」                         | 荻野目洋子 | 石川優子              | 4:03 |
| 4.                   | 「二人だけの Harmony」                       | 荻野目洋子 | 石川優子・JORY LEVINE | 3:49 |
| 5.                   | 「風のように 翼のように」                    | 石川優子   | 石川優子              | 4:05 |
| 6.                   | 「もう一度 I love you」                      | 石川優子   | 石川優子              | 4:20 |
| 7.                   | 「形勢不利でも愛してる」                     | 石川優子   | 石川優子・JORY LEVINE | 4:33 |
| 8.                   | 「Don't forget Maria」                       | 石川優子   | 石川優子・JORY LEVINE | 3:58 |
| 9.                   | 「ジャンヌダルクの嘆き」                     | 石川優子   | 石川優子              | 3:46 |
| 10.                  | 「SCANDAL」                                  | 荻野目洋子 | 石川優子              | 4:37 |
| 11.                  | 「風のように 翼のように」(a capella version) | 石川優子   | 石川優子              | 1:10 |

| #         | タイトル                                        | 作詞                                      | 作曲                | 編曲      | 時間  |
| --------- | ----------------------------------------------- | ----------------------------------------- | ------------------- | --------- | ----- |
| 12.       | 「恋のハレルヤ」                                | なかにし礼                                | 鈴木邦彦            | 奥居史生  | 3:38  |
| 13.       | 「幸福への時間」                                | 上田知華                                  | 上田知華            | 松本晃彦  | 4:35  |
| 14.       | 「IF YOU LOVE ME NOW ～愛しさにさらわれて～」   | PASQUINI - REONAEDY (日本語詞) 渡辺なつみ | PASQUINI - REONAEDY | 土方隆行  | 5:12  |
| 15.       | 「明日は晴れる!」                               | 渡辺なつみ                                | 織田哲郎            | 織田哲郎  | 4:05  |
| 16.       | 「HEARTBREAKER」                                | 空野よう                                  | 織田哲郎            | 松井寛    | 4:04  |
| 17.       | 「星のスケート」(NHK「母と子のテレビ絵本」より) | 荒川敏行                                  | 中村弘明            |           | 2:26  |
| 合計時間: | 合計時間:                                       | 合計時間:                                 | 合計時間:           | 合計時間: | 66:40 |

### 備考
1. Sha-La-La
  - 明治生命 オリジナル・ビデオ「神様のい・う・と・お・り」主題歌。
2. 恋は Peacock Paradise
3. くちびる重ねても
4. 二人だけの Harmony
  - 明治生命 オリジナル・ビデオ「神様のい・う・と・お・り」挿入歌。
5. 風のように 翼のように
6. もう一度 I love you
7. 形勢不利でも愛してる
8. Don't forget Maria
  - 明治生命 オリジナル・ビデオ「神様のい・う・と・お・り」挿入歌。
9. ジャンヌダルクの嘆き
10. SCANDAL
  - アルバムタイトル曲。
11. 風のように 翼のように (a capella version)